# Cát An

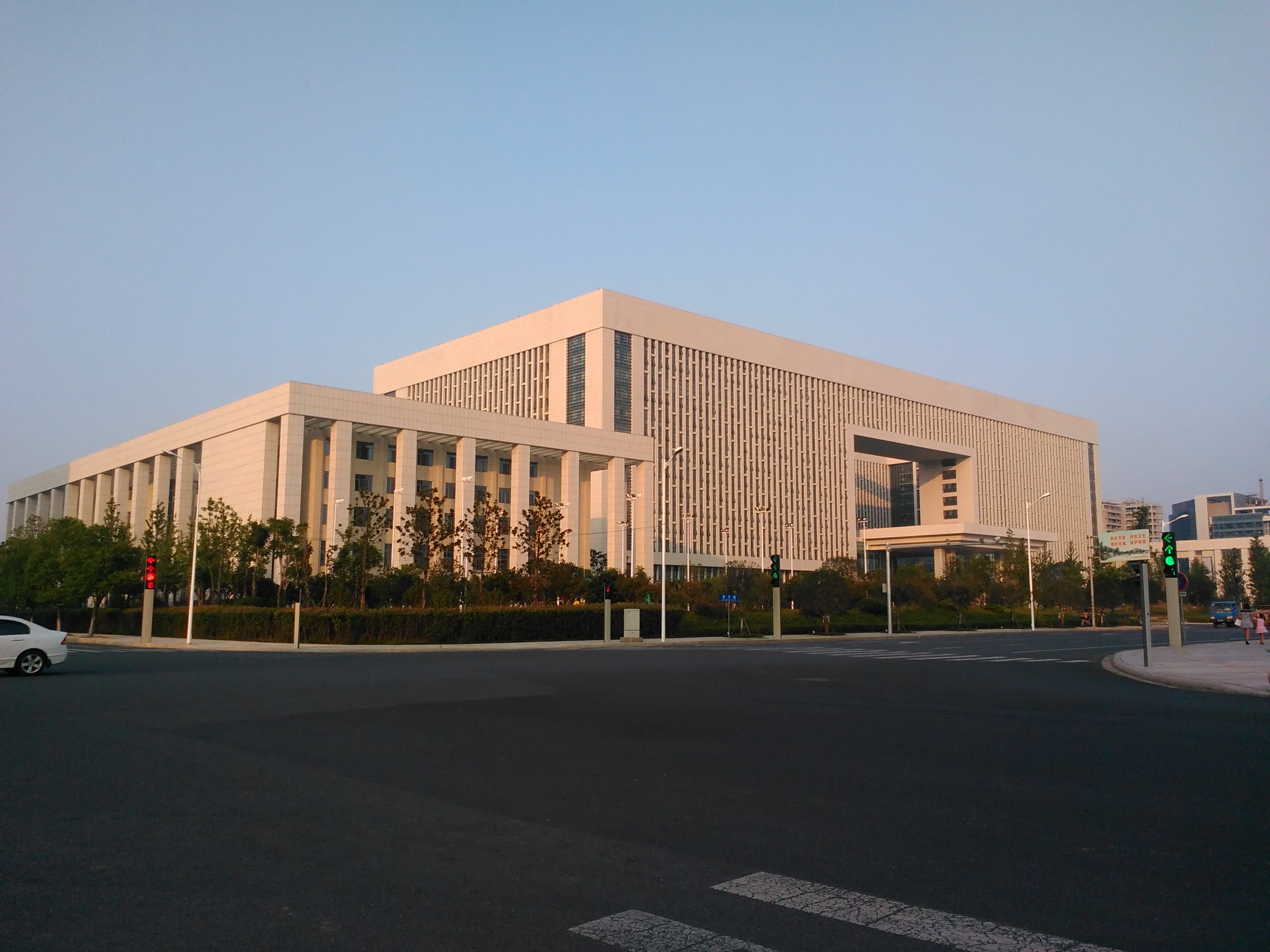
Thị ủy Thành phố Cát An

Cát An (tiếng Trung: 吉安市 Jí'ān Shì bính âm: Jí'ān Shì, Hán-Việt: Cát An thị) là một địa cấp thị của tỉnh Giang Tây, Trung Quốc. Diện tích 25.271 km² và dân số Cát An 245.000 người (2000). Ngôn ngữ tại đây là tiếng Hoa phương ngữ Cám (赣语).

## Hành chính
Cát An được chia ra làm 13 đơn vị hành chính cấp huyện, bao gồm 2 quận, 1 thành phố cấp huyện và 10 huyện
- Quận: Cát Châu (吉州区), Thanh Nguyên (青原区)
- Thành phố cấp huyện: Tỉnh Cương Sơn (井冈山市)
- Huyện: Cát An (吉安县), Cát Thủy (吉水县), Hiệp Giang (峡江县), Tân Can (新干县), Vĩnh Phong (永丰县), Thái Hòa (泰和县), Toại Xuyên (遂川县), Vạn An (万安县), An Phúc (安福县), Vĩnh Tân (永新县)